# Legge delle citazioni
L'oratio Valentiniani ad Senatum del 426 voluta da Valentiniano III, imperatore d'Occidente, nota come la Legge delle citazioni, recepita più tardi da Teodosio II d'Oriente, è una constitutio principis emanata per risolvere lo ius controversum dovuto all'applicazione del diritto classico in epoca postclassica. Per limitare l'interpretatio delle opere del passato, la legge restringeva le opere utilizzabili intorno a cinque autori stimati: Papiniano, Gaio, Ulpiano, Modestino e Paolo. Nessun altro autore avrebbe potuto essere utilizzato come fonte in un processo.

## Sistema legislativo previsto dalla legge
Nel processo i suddetti cinque giuristi costituivano le uniche fonti nel processo, sulla base delle quali il giudice decideva della controversia. Il giudice in linea di principio decideva in base a un metodo meccanico esposto da Valentiniano III, quello della maggioranza: si svolgeva una sorta di votazione per cui il giudice era tenuto ad attenersi alla decisione della maggioranza. Se una maggioranza non c'era allora sarebbe prevalsa l'opinione di Papiniano. Mancando anche quest'ultima, il giudice era libero di decidere secondo la propria volontà, sempre attenendosi alle opinioni dei restanti giuristi.
Potevano essere inserite come fonti anche altri autori del diritto, se citati dai cinque suddetti e su esibizione dei testi originali. È da questo momento che ha inizio il periodo di decadenza del diritto romano, il cosiddetto volgarismo (diritto del popolo, rozzo) caratterizzato dalla perdita dei testi originali, da un forte frammentismo, da sintesi che disciplinavano solo le fattispecie più banali.

## Motivazioni che portarono alla legge delle citazioni
Le cause che portarono alla legge delle citazioni erano da ricercarsi nella crisi che attraversava tutto l'impero e che colpì anche la sfera giuridica. Vediamo quindi come si evolve la situazione giuridica nell'impero:

### Da Augusto a Adriano e il ius controversum
Se a partire da Augusto viene concesso ad alcuni giuristi il ius respondendi ex auctoritate principis che concedeva a questi maggior autorità come fonte da presentare nei processi anche se il giudice non era obbligato a seguire la loro opinione, questi giuristi e le loro opinioni cominciarono a aumentare e si crearono due scuole di pensiero a cui facevano capo Labeone e Capitone. La prima, quella di Labeone, era la scuola dei Proculiani (massimo esponente Proculo), mentre la seconda era quella di Capitone, la scuola dei Sabiniani (massimo esponente Masurio Sabino). L'influenza di queste due scuole crebbe sempre di più tanto che era consuetudine del giudice attenersi alle soluzioni della scuola di pensiero che maggiormente condivideva (e non in base alla opinione di singoli giuristi). Per eliminare questa consuetudine allora Adriano emanò un rescritto in base al quale se al parere di un giurista non si contrapponeva quello di un altro, allora il giudice era tenuto a seguire quel parere; infatti Gaio ci informa che se le opinioni dei giuristi erano concordi esse diventavano legge. Solitamente non vi erano opinioni omogenee: in questo caso (ius controversum) la giurisprudenza non era fonte di diritto e il giudice poteva decidere secondo il proprio arbitrio. Lo ius controversum fu dunque un problema che non trovò soluzione e anzi andò a intensificarsi con l'avvento della crisi.

### Da Costantino a Valentiniano III: contrasti tra potere imperiale-iura e la decadenza nei tribunali
Con Costantino (ma già con i predecessori, soprattutto Diocleziano) si cerca di limitare il potere legislativo degli iura, le opinioni dei giuristi. Così, al problema del ius controversum si aggiunge il tentativo da parte degli imperatori di detenere il monopolio legislativo (ad es. Codice Gregoriano, Codice Ermogeniano, Codice Teodosiano e altri editti imperiali) e di conseguenza il potere degli iura cala sempre di più.

### Soluzione: Valentiniano III emana la legge delle citazioni
Sullo sfondo della crisi, complice la vastissima disponibilità di materiale giuridico, diffusasi la prassi di utilizzare come fonti nei processi soltanto cinque giuristi, Valentiniano III trasformò questa consuetudine in legge attraverso la cosiddetta legge delle citazioni (426), poi recepita integralmente in Oriente con l'emanazione del Codice Teodosiano.